# Yên Xuân, Hà Nội
Yên Xuân là một xã thuộc thành phố Hà Nội, thủ đô của Việt Nam. Xã được hình thành trên cơ sở sáp nhập các xã Đông Xuân (huyện Quốc Oai), xã Yên Bình, Yên Trung, một phần các xã Tiến Xuân, Thạch Hòa (huyện Thạch Thất cũ) trong đợt Sáp nhập tỉnh, thành Việt Nam 2025.

## Hành chính
Xã Yên Xuân được thành lập theo Nghị quyết số 1656/NQ-UBTVQH15 của Ủy ban Thường vụ Quốc hội Việt Nam, ban hành ngày 16 tháng 6 năm 2025. Theo đó, sắp xếp toàn bộ diện tích tự nhiên, quy mô dân số của các xã Đông Xuân (huyện Quốc Oai cũ), các Yên Bình, Yên Trung (huyện Thạch Thất cũ), một phần các xã Tiến Xuân và Thạch Hòa (huyện Thạch Thất cũ) thành xã mới có tên gọi là xã Yên Xuân.
Sau sắp xếp xã có diện tích tự nhiên 70,25 km2, quy mô dân số 92.333 người. Phía Bắc giáp xã Yên Bài và Hòa Lạc, phía Tây và Nam giáp tỉnh Phú Thọ, phía Đông giáp xã Phú Cát. Trụ sở Đảng ủy xã đặt tại Thôn 4 xã Tiến Xuân cũ, trụ sở Ủy ban nhân dân đặt tại Thôn 3 xã Yên Bình cũ.